# Christian Juel (officer)
 Der er flere personer med dette navn, se Christian Juel.
Christian Juel (født 1668, død 14. juni 1717) var en dansk officer og godsejer, bror til Gregers Juel.
Han var søn af oberst Peder Juel til Vrejlev Kloster og Helvig Krabbe. Han mistede tidlig sin fader og modtog af kongen en årlig pension på 200 Rdl. til sin opdragelse. Formodentlig har han i sine unge år forsøgt sig i fremmed krigstjeneste, idet han først findes i de danske etater, da han 1699 bliver major i Garden til Hest. 1706 fik han obersts karakter; 1709 blev han efter Johan Rantzau chef for 2. sjællandske Rytterregiment ved hjælpetropperne i Flandern. Han blev dog allerede året efter kommanderet hjem og efter slaget ved Helsingborg sendt til Skåne for at overtage en af de mange ledige pladser. Samme år blev han brigader og chef for 1. fynske Rytterregiment, med hvilket han deltog i felttogene i Nordtyskland. Særlig udmærkede han sig ved Wismar (5. december 1711) og Gadebusch (20. december 1712) og blev efter førstnævnte affære generalmajor. 
Alligevel nød han ingen rigtig tillid hos kongen, der endnu i sit testamente 1723 beskyldte ham og broderen Gregers Juel for at have været "af den gamle Adel og Surdej i deres Hjærter, om de end godt vide at forstille sig".
Christian Juel, der skrives til Strandet (Fjends Herred), døde pludselig 14. juni 1717. Han havde 1702 ægtet Anne Margrethe Krag (1683-1757), datter af gehejmeråd Niels Krag og Sophie Juel. Med hende fik han Totterupholm (nu Rosendal, Fakse Herred), hvortil han købte Strandegård. På den herunder hørende sandede halvø Fed forsøgte han, dog uden held, at drive fåreavl i det store. Enken solgte 1730 Strandegård.